# Rondó para piano y orquesta en la mayor (Mozart)

Retrato de la familia Mozart (1780-81)

El Rondó para piano y orquesta en la mayor, K. 386, es un rondó de concierto compuesto por Wolfgang Amadeus Mozart a finales de 1782, según Alfred Einstein, musicólogo y especialista en Mozart.

## La composición
Mozart escribió la obra aproximadamente en el mismo momento en que compuso sus tres conciertos para piano de Viena, números 11, 12 y 13. 
Durante un tiempo se pensó que Mozart dejó esta composición inacabada, porque cuando Constanze Mozart vendió el manuscrito en 1799 al editor Johann Anton André, las páginas finales estaban perdidas. Sin embargo, Alan Tyson descubrió la conclusión que se había perdido en la Biblioteca Británica en 1980. Antes de este hecho, el resto del autógrafo había sido desmemebrado y esparcido, y la única versión completa conocida era el arreglo para piano de Cipriani Potter, aproximadamente de 1838. Alfred Einstein, empleando esta versión y solo dos hojas hasta entonces conocidas de la obra, publicó una reconstrucción del rondó en 1936, y las hojas del manuscrito que aparecieron posteriormente se reflejaron en el Neue Mozart-Ausgabe y en una conclusión de 1962 llevada a cabo por Paul Badura-Skoda y Charles Mackerras. Las hojas últimas descubiertas por Tyson han sido ahora incorporadas en las grabaciones más recientes del rondó, como las de Murray Perahia y Malcolm Bilson.

## Posibles intenciones
Alfred Einstein consideró que la pieza fue concebida por Mozart como finale original o alternativo para su Concierto para piano n.º 12 en la mayor. Ambas composiciones están en la misma tonalidad, y las dos fueron compuestas en el mismo periodo de tiempo.
Sin embargo, existen diferencias considerables. Mozart compuso los tres conciertos para ser a quattro (solo con acompañamiento de cuarteto de cuerdas), mientras que el rondó no podría interpretarse de esta manera, ya que los violonchelos tienen una línea independiente de los contrabajos. La primera página del manuscrito fue también intitulada y fachada por Mozart, lo que sugiere individualidad de la pieza.

## Descripción
La pieza está marcada como allegretto, confiriéndole un carácter vivo pero apacible. La composición comienza, como muchas obras concertantes de Mozart, con la cuerda, que interpreta el tema principal de la pieza. También típico de los comienzos de las obras pianísticas y orquestales de Mozart es el hecho de que el piano solo entre tras un minuto en que toca la orquesta. Así se da en la pieza, y comienza por interpretar nuevamente el tema principal, aunque de un modo muy íntimo y elegante. Seguidamente, aparece un segundo tema, y se mezclan elementos frívolos y juguetones con secciones introspectivas y soñadoras. Reaparece el tema original, seguido de otra melodía diferente, más imponente y seria que las precedentes, hasta que regresa maravillosamente a la melodía original. La pieza concluye con una coda en verdadera forma rondó, con una estructura A-B-A-C-A-D. La interpretación de esta composición suele durar entre ocho y diez minutos, en función de cómo sea completada.